# Campeonato Mundial de Natação em Piscina Curta de 2012 - 100 m medley feminino
A prova dos 100 metros nado medley feminino do Campeonato Mundial de Natação em Piscina Curta de 2012 foi disputado entre 13 e 14 de dezembro em Istambul  na Turquia.

## Recordes
Antes desta competição, os recordes mundiais e do campeonato nesta prova eram os seguintes:
|    | Nome                | Nacionalidade  | Tempo | Local  | Data                   |
| -- | ------------------- | -------------- | ----- | ------ | ---------------------- |
| WR | Hinkelien Schreuder | Países Baixos  | 57.74 | Berlim | 15 de novembro de 2009 |
| CR | Ariana Kukors       | Estados Unidos | 58.65 | Dubai  | 16 de dezembro de 2010 |

## Medalhistas
| Ouro                 | Prata                | Bronze          |
| Katinka Hosszú (HUN) | Ruta Meilutyte (LTU) | Zhao Jing (CHN) |

## Resultados

### Eliminatórias
As eliminatórias ocorreram dia 13 de dezembro.  
| Colocação | Bateria | Raia | Nome                               | Tempo   | Notas |
| --------- | ------- | ---- | ---------------------------------- | ------- | ----- |
| 1         | 5       | 4    | Sophie Allen (GBR)                 | 59.20   | Q     |
| 2         | 5       | 3    | Rūta Meilutytė (LTU)               | 59.33   | Q, NR |
| 3         | 7       | 4    | Katinka Hosszú (HUN)               | 59.37   | Q     |
| 4         | 7       | 3    | Kanako Watanabe (JPN)              | 59.74   | Q, NR |
| 5         | 6       | 4    | Zsuzsanna Jakabos (HUN)            | 59.84   | Q     |
| 6         | 1       | 5    | Melanie Margalis (USA)             | 1:00.03 | Q     |
| 6         | 7       | 5    | Theresa Michalak (GER)             | 1:00.03 | Q     |
| 8         | 2       | 8    | Aleksandra Gerasimenya (BLR)       | 1:00.32 | Q     |
| 9         | 1       | 8    | Zhao Jing (CHN)                    | 1:00.37 | Q     |
| 10        | 7       | 7    | Chen Xinyi (CHN)                   | 1:00.45 | Q     |
| 11        | 5       | 5    | Hanna-Maria Seppälä (FIN)          | 1:00.79 | Q     |
| 12        | 6       | 3    | Emu Higuchi (JPN)                  | 1:00.85 | Q     |
| 13        | 6       | 5    | Alia Atkinson (JAM)                | 1:00.99 | Q     |
| 13        | 7       | 6    | Emilia Pikkarainen (FIN)           | 1:00.99 | Q     |
| 15        | 1       | 3    | Hannah Miley (GBR)                 | 1:01.19 | WD    |
| 16        | 7       | 8    | Alicja Tchórz (POL)                | 1:01.37 | Q     |
| 17        | 2       | 7    | Madeline Dirado (USA)              | 1:01.55 | Q     |
| 18        | 7       | 2    | Birgit Koschischek (AUT)           | 1:01.56 |       |
| 19        | 5       | 9    | Hanna Dzerkal (UKR)                | 1:01.62 |       |
| 20        | 5       | 6    | Katrine Soerensen (DEN)            | 1:01.74 |       |
| 21        | 6       | 6    | Vitalina Simonova (RUS)            | 1:01.77 |       |
| 22        | 1       | 4    | Hrafnhildur Lúthersdóttir (ISL)    | 1:01.85 |       |
| 23        | 6       | 1    | Ellen Fullerton (AUS)              | 1:02.03 |       |
| 24        | 7       | 1    | Sarah Katsoulis (AUS)              | 1:02.14 |       |
| 25        | 6       | 2    | Barbora Závadová (CZE)             | 1:02.55 |       |
| 26        | 5       | 0    | Fernanda González (MEX)            | 1:02.63 |       |
| 27        | 6       | 0    | Chan Kin Lok (HKG)                 | 1:02.76 |       |
| 28        | 5       | 8    | Manuela Morano (ARG)               | 1:02.85 | NR    |
| 29        | 6       | 8    | Mandy Loots (RSA)                  | 1:02.90 |       |
| 29        | 7       | 0    | Gizem Bozkurt (TUR)                | 1:02.90 |       |
| 31        | 5       | 1    | Flavia Cazziolato (BRA)            | 1:03.10 |       |
| 32        | 6       | 9    | Samantha Yeo (SIN)                 | 1:03.58 | NR    |
| 33        | 1       | 1    | Chantal van Landeghem (CAN)        | 1:03.93 |       |
| 34        | 5       | 7    | Ceren Dilek (TUR)                  | 1:04.14 |       |
| 35        | 4       | 5    | Sarah Rolko (LUX)                  | 1:04.29 |       |
| 36        | 6       | 7    | Kelly Rasmussen (DEN)              | 1:04.30 |       |
| 37        | 7       | 9    | Kristina Krasyukova (RUS)          | 1:04.46 |       |
| 38        | 4       | 4    | Rene Warnes (RSA)                  | 1:04.58 |       |
| 39        | 4       | 0    | Caroline Pickering Puamau (FIJ)    | 1:05.47 |       |
| 40        | 4       | 6    | Julie Meynen (LUX)                 | 1:05.49 |       |
| 41        | 4       | 3    | Lynette Ng (SIN)                   | 1:05.80 |       |
| 42        | 4       | 7    | Christine Briedenhann (NAM)        | 1:06.71 |       |
| 43        | 1       | 7    | Karen Torrez (BOL)                 | 1:06.76 | NR    |
| 44        | 3       | 5    | Mariangel Hidalgo (CRC)            | 1:07.09 |       |
| 45        | 4       | 2    | Miriam Corsini (MOZ)               | 1:07.63 |       |
| 46        | 4       | 1    | Zabrina Holder (BAR)               | 1:07.69 |       |
| 47        | 3       | 4    | Kuan Weng I (MAC)                  | 1:07.85 |       |
| 48        | 4       | 9    | Tan Chi Yan (MAC)                  | 1:08.08 |       |
| 49        | 4       | 8    | Dalia Tórrez Zamora (NCA)          | 1:08.39 |       |
| 50        | 3       | 8    | Barbara Vali-Skelton (PNG)         | 1:09.22 |       |
| 51        | 3       | 3    | Pooja Raghava Alva (IND)           | 1:09.48 |       |
| 52        | 3       | 1    | Tegan McCarthy (PNG)               | 1:09.69 |       |
| 53        | 3       | 2    | Lianna Catherine Swan (PAK)        | 1:09.89 |       |
| 54        | 3       | 0    | Monica Saili (SAM)                 | 1:11.26 |       |
| 55        | 3       | 9    | Patricia Cani (ALB)                | 1:11.75 |       |
| 56        | 2       | 2    | Domoinanavalona Amboaratiana (MAD) | 1:11.93 |       |
| 57        | 3       | 7    | Fabiola Espinoza Herrera (NCA)     | 1:12.00 |       |
| 58        | 3       | 6    | Aurelie Fanchette (SEY)            | 1:13.23 |       |
| 59        | 2       | 1    | Athena Gaskin (GUY)                | 1:16.70 |       |
| 60        | 2       | 4    | Ann-Marie Hepler (MHL)             | 1:17.75 |       |
| 61        | 2       | 0    | Bonita Imsirovic (BOT)             | 1:18.18 |       |
| 62        | 2       | 5    | Danielle Atoigue (GUM)             | 1:20.52 |       |
| 63        | 2       | 6    | Angela Kendrick (MHL)              | 1:21.68 |       |
| 64        | 2       | 3    | Shne Joachim (VIN)                 | 1:21.98 |       |
| 65        | 2       | 9    | Adzo Kpossi (TOG)                  | DSQ     |       |
| 66        | 1       | 2    | Mercedes Toledo Salazar (VEN)      | DNS     |       |
| 66        | 1       | 6    | Ophelia Swayne (GHA)               | DNS     |       |
| 66        | 5       | 2    | Wendy van der Zanden (NED)         | DNS     |       |

### Semifinal
A semifinal  ocorreu dia 13 de dezembro. 
| Colocação | Bateria | Raia | Nome                   | Nacionalidade  | Tempo   | Notas |
| --------- | ------- | ---- | ---------------------- | -------------- | ------- | ----- |
| 1         | 2       | 1    | Alia Atkinson          | Jamaica        | 58.94   | Q, NR |
| 2         | 2       | 2    | Zhao Jing              | China          | 59.12   | Q     |
| 3         | 1       | 4    | Rūta Meilutytė         | Lituânia       | 59.15   | Q, NR |
| 4         | 2       | 5    | Katinka Hosszú         | Hungria        | 59.17   | Q     |
| 5         | 1       | 6    | Aleksandra Gerasimenya | Bielorrússia   | 59.29   | Q, NR |
| 6         | 2       | 4    | Sophie Allen           | Reino Unido    | 59.58   | Q     |
| 7         | 2       | 3    | Zsuzsanna Jakabos      | Hungria        | 59.68   | Q     |
| 8         | 2       | 6    | Theresa Michalak       | Alemanha       | 59.81   | Q     |
| 9         | 1       | 3    | Melanie Margalis       | Estados Unidos | 1:00.12 |       |
| 10        | 1       | 5    | Kanako Watanabe        | Japão          | 1:00.16 |       |
| 11        | 1       | 2    | Chen Xinyi             | China          | 1:00.22 |       |
| 12        | 1       | 7    | Emu Higuchi            | Japão          | 1:00.51 |       |
| 13        | 1       | 1    | Emilia Pikkarainen     | Finlândia      | 1:00.55 |       |
| 14        | 2       | 8    | Alicja Tchórz          | Polónia        | 1:00.93 |       |
| 15        | 1       | 8    | Madeline Dirado        | Estados Unidos | 1:01.07 |       |
| 16        | 2       | 7    | Hanna-Maria Seppälä    | Finlândia      | 1:01.98 |       |

### Final
A final teve sua disputa realizada em 14 de dezembro.
| Colocação         | Raia | Nome                   | Nacionalidade | Tempo | Notas |
| ----------------- | ---- | ---------------------- | ------------- | ----- | ----- |
| Medalha de ouro   | 6    | Katinka Hosszú         | Hungria       | 58.49 | CR    |
| Medalha de prata  | 3    | Rūta Meilutytė         | Lituânia      | 58.79 | NR    |
| Medalha de bronze | 5    | Zhao Jing              | China         | 58.80 |       |
| 4                 | 4    | Alia Atkinson          | Jamaica       | 58.85 | NR    |
| 5                 | 2    | Aleksandra Gerasimenya | Bielorrússia  | 58.94 | NR    |
| 6                 | 7    | Sophie Allen           | Reino Unido   | 59.03 |       |
| 7                 | 1    | Zsuzsanna Jakabos      | Hungria       | 59.41 |       |
| 8                 | 8    | Theresa Michalak       | Alemanha      | 59.68 |       |

Legenda
| Recorde mundial       | Recorde mundial (World record)               |                       | Recorde africano                      | Recorde africano (African) |                                           | Q | Classificado por posição (Qualified) |
| Recorde do campeonato | Recorde do campeonato (Championship record)  | Recorde da América    | Recorde da América (Americas)         | q                          | Classificado por melhor tempo (Qualified) |   |                                      |
| Melhor marca do ano   | Melhor marca do ano (World leading)          | Recorde asiático      | Recorde asiático (Asian)              | DNS                        | Não largou (Did not start)                |   |                                      |
| Recorde nacional      | Recorde nacional (National record)           | Recorde europeu       | Recorde europeu (European)            | DNF                        | Não terminou (Did not finish)             |   |                                      |
| Recorde pessoal       | Recorde pessoal do atleta (Personal best)    | Recorde da Oceania    | Recorde da Oceania (Oceania)          | DSQ / DQ                   | Desclassificado (Disqualified)            |   |                                      |
| Recorde da temporada  | Recorde da temporada do atleta (Season best) | Recorde sul-americano | Recorde sul-americano (South America) | NM                         | Sem marca (No mark)                       |   |                                      |